# Tarnès
Tarnès är en kommun i departementet Gironde i regionen Nouvelle-Aquitaine i sydvästra Frankrike. Kommunen ligger i kantonen Fronsac som tillhör arrondissementet Libourne. År 2022 hade Tarnès 298 invånare.

## Befolkningsutveckling
Antalet invånare i kommunen Tarnès
Referens:INSEE